# پورت لاواکا (تگزاس)
پورت لاواکا، تگزاس(به انگلیسی: Port Lavaca, Texas) شهری در ایالت تگزاس از ایالات جنوبی ایالات متحده آمریکا است. در سرشماری سال ۲۰۰۰، جمعیت این شهر ۱۲۰۳۵ نفر اعلام شد.